# Bernd Roßmann

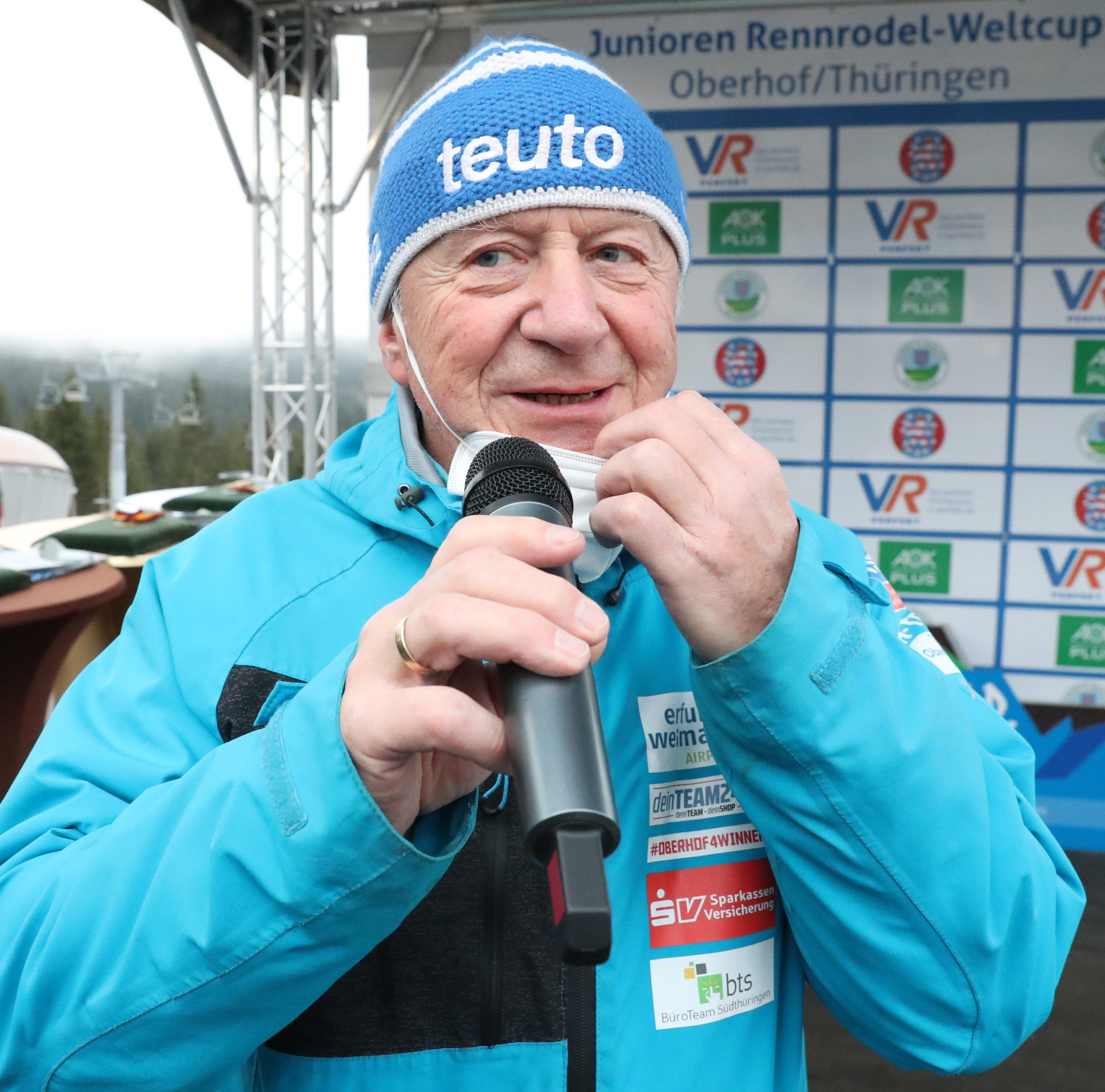
Bernd Roßmann (2021)

Bernd Roßmann ist ein ehemaliger deutscher Rennrodler und Rennrodel- und Bobsportfunktionär. 2020 wurde er für „sein großes Engagement im Sport“ mit dem Verdienstorden der Bundesrepublik Deutschland ausgezeichnet.

## Leben
Der aus Ilmenau stammende Roßmann wuchs in der Deutschen Demokratischen Republik auf und entdeckte früh seine Leidenschaft für den Rennrodelsport. Bereits im Kindes- und Jugendalter übte er den Sport selbst aus. Mit seinem Doppelpartner Siegfried Müller gewann er bei den Junioren-Europameisterschaften 1965 die Silbermedaille, 1966 und 1968 den Titel sowie 1966 den Titel im Einzel. Seine sportliche Laufbahn endete 1969 aus „politischen Gründen“ abrupt. In der Folge studierte er an der Deutschen Hochschule für Körperkultur Sport auf Lehramt (Abschluss 1973 als Diplomsportlehrer) und war von 1977 bis 1990 Bezirkstrainer Rennschlitten in Suhl. Nach der deutschen Wiedervereinigung war er als Gründungsmitglied einer der Hauptakteure beim Aufbau des Thüringer Schlitten- und Bobsportverbands, dessen erster frei gewählter Präsident (1990–1994) und späterer Vizepräsident (1994–2004) er war. Zudem fungierte er von Januar 1991 bis Mai 2014 als Geschäftsführer und Sportdirektor des Verbands. In diese Zeit seines Wirkens fallen unter anderem die sportlichen Aufstiege von Jens Müller, André Lange, Silke Kraushaar-Pielach, Tatjana Hüfner und David Möller.
Bei den Olympischen Winterspielen 1998 in Nagano und 2002 in Salt Lake City leitete er das Olympia-Haus des Freistaates Thüringen. Von 2002 bis 2013 war er an der Rennrodelbahn Oberhof als Chef des Organisationskomitees für die Ausrichtung zahlreicher Rennrodel-Weltcup, der Rennrodel-Weltmeisterschaften 2008 sowie Rennrodel-Europameisterschaften 2004 und 2013, der Jugendspiele der Fédération Internationale de Luge de Course sowie weiterer nationaler und internationaler Wettkämpfe im Elite- und Juniorenbereich verantwortlich. Zudem fungierte er von 2009 bis 2013 als ehrenamtlicher Geschäftsführer der TSBV-Oberhof-event GmbH, die seit 2009 für die Ausrichtung der Oberhofer Rennrodel-Weltcups verantwortlich ist. 2014 übergab er den Posten des Geschäftsführers und Sportdirektors beim Thüringer Schlitten- und Bobsportverbands an Uwe Theisinger, der zuvor bereits den Posten des Organisationskomitees-Chefs von Roßmann übernommen hatte.
2008 erhielt Roßmann als Teil des Organisationskomitees der Rennrodel-Weltmeisterschaften 2008 die Auszeichnung „Sportorganisatoren des Jahres“ des Landessportbunds Thüringen. Für seine sportlichen Verdienste wurde er 2009 vom internationalen Rennrodelverband Fédération Internationale de Luge de Course mit dem Ehrenzeichen ausgezeichnet, 2014 erhielt er vom Bob- und Schlittenverband für Deutschland die Ehrennadel in Gold. 2020 wurde er mit dem Verdienstkreuz am Bande des Verdienstordens der Bundesrepublik Deutschland ausgezeichnet. Die Übergabe im Erfurter Collegium Maius fand am 28. September 2020 statt und wurde von Bodo Ramelow durchgeführt. In der Begründung für die Verleihung hieß es, Roßmann habe „viel für den Wintersport in Thüringen getan, vor allem für die Nachwuchsförderung und den Spitzensport. Durch sein Engagement konnten die sportlichen Möglichkeiten sowohl im Leistungs- und Breitensport als auch im Landes- und Bundesleistungszentrum Oberhof kontinuierlich erweitert werden.“